# Elisa Gabbai
Pour les articles homonymes, voir Gabbai (homonymie).
Elisa Gabbai (née le 31 décembre 1933 à Tel Aviv, morte le 14 décembre 2010 à Los Angeles) est une chanteuse israélienne ayant fait carrière en Allemagne.

## Biographie
La mère d'Elisa Gabbai est chanteuse d'opéra, son père meurt peu après sa naissance. Elle a d'abord quelques succès musicaux mineurs dans son pays d'origine. Elle sort son premier disque en 1962 dans un groupe de 17 membres. En 1965, elle s'installe en Suisse où elle a un engagement en tant que chanteuse dans une boîte de nuit. Un imprésario de Berlin la rencontre et la fait signer.
En 1966, elle a son premier succès en Allemagne avec Winter in Canada (chanson écrite par Georg Buschor et composée par Christian Bruhn). La chanson sera reprise par Mireille Mathieu en 1974, Gitte Hænning ou Ingrid Peters.
Lors du Deutsche Schlager-Festspiele 1966, elle prend la deuxième place derrière Wencke Myhre avec le titre Nur wenn du bei mir bist. Sa carrière commence à décliner. L'album My World Of Songs en 1967 a des chansons en anglais, français, espagnol et hébreu moderne.
La même année, elle passe de Hansa à Decca, sans effet. Elle apparaît en 1973 sous le nom d'Alisa Gabbai dans le ZDF-Hitparade avec Siehst du nicht, hörst du nicht, paru chez Metronome, une reprise en allemand de This World Today’s A Mess de Donna Hightower.
Elle donne naissance à une fille en 1975. En 1978, la famille s'installe à New York. Elle arrête sa carrière.

## Discographie
Singles
- 1966 : Winter in Canada / Nach Tahiti, Hawaii und Jamaica (Hansa)
- 1966 : Winter in Canada / Bambus (B-Seite instrumental) (Amiga)
- 1966 : Vorbei sind die Tränen (In un fiore) / Was bin ich ohne dich (Hansa)
- 1966 : Nur wenn du bei mir bist / Die Liebe ist ein Lied  (Hansa)
- 1967 : Zwei wie wir / Berge und Täler  (Hansa)
- 1967 : Mama / Meine kleine Minka (Hansa)
- 1968 : Tam-Tam-Tambourin / Ein langes Leben lang (Decca)
- 1968 : Gar kein Problem / Laß die Träume (Decca)
- 1969 : Nimm dir Zeit / Jeder Tag, der beginnt (Decca)
- 1972 : Wo ist Liebe / Was auch kommt, was auch wird ("Alisa Gabbai") (Metronome)
- 1973 : Siehst du nicht, hörst du nicht / Lieder der Illusion ("Alisa Gabbai") (Metronome)

Albums
- 1967 : My World Of Songs (Hansa)
- 1967 : From Israel: The New Beat. Monitor Presents Elisa Gabbai (Monitor)

## Source de la traduction
- (de) Cet article est partiellement ou en totalité issu de l’article de Wikipédia en allemand intitulé « Elisa Gabbai » (voir la liste des auteurs).